# Canoinhas (kommun)
Canoinhas är en kommun i Brasilien.   Den ligger i delstaten Santa Catarina, i den södra delen av landet, 1 200 km söder om huvudstaden Brasília. Antalet invånare är 52 775.
Följande samhällen finns i Canoinhas:
- Canoinhas

I omgivningarna runt Canoinhas växer huvudsakligen savannskog. Runt Canoinhas är det glesbefolkat, med 10 invånare per kvadratkilometer.